# جووانی پولنی

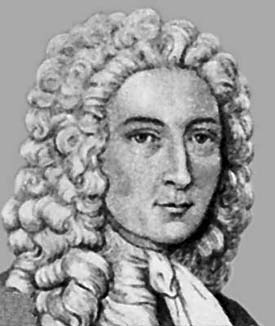
نگارهٔ جیووانی پولنی، فیزیک‌دان اهل ایتالیا

 جیووانی پولنی (انگلیسی: Giovanni Poleni؛ زاده ۲۳ اوت ۱۶۸۳ درگذشته ۱۵ نوامبر ۱۷۶۱) یک فیزیک‌دان اهل ایتالیا بود.